# 千歲號防護巡洋艦
千岁号防护巡洋舰（日语：／ Chitose ?）是旧日本海軍的防护巡洋舰，为笠置级防护巡洋舰（日方正式名称）的二号舰。本舰及姊妹舰为日本首次向美国购买的大型军舰，同时也是日本最后一批外购的防护巡洋舰。本舰参加了日俄战争和第一次世界大战。日后因为逐渐老化，而改列为二等海防舰，最后作为靶舰被击沉。
本舰的舰名寓意“永远、永久”。这是日本海军中第一艘以“千岁”命名的军舰，日后该名由千歲號航空母艦所继承。

## 设计和概述

### 背景
1892年（明治25年），日本海军就曾经制定过一份海军造舰计划，打算建造以4艘1万1400吨级的铁甲舰为首的19艘作战舰艇，其中二等巡洋舰计划增建两艘，预定吨位3800吨。1895年（明治28年）甲午战争结束，海军方面根据实战得到的经验教训而修正了之前的明治25年计划，大量增加新建数量，其中二等巡洋舰调整为增建三艘吉野级。然而此项造舰费用，加上添建各地设施以及岸防的费用，总计超过了2亿日元，因国力所限，海军必须将总额压缩至2亿日元以内。同年7月，时任海軍大臣西鄉從道在阁议中提出了缩减过的计划，二等巡洋舰总数依旧维持3艘不变，总数减少到17艘。关于巡洋舰的问题，西乡明确指出，为了实现在海上与敌方进行铁甲舰决战，海军有必要大量装备高航速的巡洋舰，以对敌方进行侦察、探知战机；同时因为敌人也会如此为之，故而海军同样需要高速巡洋舰进行追击。因此海军需要建造大量的巡洋舰来为主力战列舰进行护卫侦察。为了实现这一目标，除了建造装备重装甲与大口径火炮的一等巡洋舰（即装甲巡洋舰）以外，还要增建二等巡洋舰；新舰应该在日本海军现役的吉野的基础上进行改进、加大。这份十年造舰计划在阁议时得到了通过，但因为国家的经济状况，将会把计划先分成两期再呈递给帝国议会审议。
1895年12月，西乡将第一期海军扩张计划、总计金额9497万余日元提交到第9届帝国议会审议。其中二等巡洋舰预定为4850吨级3艘。议会这一次没有像之前那样对海军的计划大刀阔斧地裁减，仅仅削减了20万余日元预算，并分摊到1896-1902年的7年中去，大体上全盘同意了海军的计划。
第一期海军扩张计划所需费用基本上来自日本从《马关条约》所获得的赔款。出于政治方面的考虑，三舰各有不同的安排：高砂直接在英国建造及舾装；本舰姊妹舰笠置在美国费城建造，舰体建成后先赴英国安装武器再返回日本；本舰则在美国旧金山建造，舰体建成后返回日本再安装国产的武器。

### 概述
本舰由美国旧金山联合钢铁造船厂设计和建造。其外观与尺寸均与同期由英国建造的高砂基本相同，只是略为放大了一些；武器也几乎完全相同。但两者内部结构有很大差别：千岁内部设有130个水密舱，而高砂作为典型的“埃尔斯维克巡洋舰”内部划分了109个水密舱。
本舰的武器为建成后返回日本再行安装，这与姊妹舰笠置建成后到英国接受武器不同，因此多少有些差异；而和同期在英国建造的高砂基本一致，只是本舰少了舰艏的一具鱼雷发射管。本舰主炮为两门45倍径单装8英寸（203）速射炮，一前一后分别安装在艏艉楼上，由炮盾进行保护。副武器则是10门40倍径单装120（4.7英寸）速射炮。轻型武器包括12门76毫米6磅炮，以及6门哈奇开斯40倍径47毫米单装机关炮。鱼雷武器方面，本舰装备了4具14英寸（356）鱼雷发射管。
本舰采用了哈维尔渗碳装甲，防护能力与高砂相当。装甲甲板水平部分厚62毫米，倾斜部分为112毫米。主炮炮盾正面装甲为203毫米，侧面则为62毫米。司令塔装甲厚115毫米。

## 舰历

### 建成至早期
1897年（明治30年）3月13日，日本海军为本舰提供了两个候选名，分别为“鞍馬”和“千岁”。同月26日，第二号二等巡洋舰正式定名为“千岁”。同年5月1日，威廉·克兰普造船厂开始动工兴建本舰。
1898年（明治31年）1月22日本舰下水。同年3月21日，日本海军制定军舰及鱼雷艇等级，3500-7000吨的巡洋舰划分为二等巡洋舰，千岁等舰也归入这个等级内。
1899年（明治32年）3月1日，本舰建成竣工。同年3月21日，从美国启程返国。同年4月20日抵达横须贺港。同年12月25日，东宫（即日后的大正天皇）选择八島作为御召舰、千岁作为供奉舰，从沼津御用邸返回横须贺。
1900年7月-9月，皇太子嘉仁親王（即日后的大正天皇）利用千岁作为御召舰巡视北九州地区。10月18日，嘉仁親王再次登舰。千岁的御召舰任务一直持续到10月31日才结束。

### 日俄战争
1903-1904年间，日本和俄国之间为了争夺在朝鲜的权益而展开了激烈的竞争。12月下旬日本海军将常备舰队解散，重新编成为第一、二、三舰队，第一、第二舰队又编组为联合舰队。其中第一舰队第三战队下辖4艘性能较为先进的二等防护巡洋舰（旗舰千歲、高砂、笠置、吉野），战队司令为出羽重遠海军少将。
1904年2月6日09时，联合舰队第三战队首先开始起锚驶出佐世保港。7日早上，第三战队捕获了一艘俄国商船俄罗斯号。当天15:30，第三战队奉命前往小青岛一带侦察俄军舰队动向。8日08时，第三战队抵达目的地，并未发现俄舰踪迹，于是出羽率队转向西北，11时与主力会合。8-9日夜间，日本海军以驱逐舰对驻扎在旅顺港（俄方称亚瑟港）的俄国太平洋舰队发动攻击，日俄战争正式爆发。9日08:08，出羽率第三战队抵近至距离旅顺口仅7000米处，侦察夜袭效果，同时试图引诱俄舰出港交战。出羽看到港内俄舰停泊位置杂乱，判断俄军在受到偷袭后承受了重大损失，于是08:09率队退走，与主力会合。联合舰队高层根据报告认定俄国舰队已然军心涣散，于是决定冒险进入港内进行炮击，用右舷火力射击俄舰。11:45联合舰队在旅顺口8500米外转向正西，闯入港内。第三战队在队列最末尾，12:15进入旅顺港内。千岁一完成转向就立即朝着旅顺外港的泊地中央开火。12:18阿斯科利德号一度逼近日舰，高砂、千岁两舰与之交火，数分钟内命中阿斯科利德号两发。12:24，诺维克号进行突击，千岁改为拦截诺维克号。俄舰及炮台对日军回以猛烈的还击，联合舰队司令长官东乡平八郎海军中将见俄军的战斗决心超出估计，被迫撤退。第一、第二战队先行调头，12:25以后的几分钟内排在末尾的第三战队承受了俄军的全部火力。12:37第三战队调头退出港内。
同年6月23日05:40，日军负责监视港口的驱逐舰发现侦察防护巡洋舰诺维克号及一批舰艇从黄金山下出港。这次实际上是太平洋舰队旅顺分舰队的一次突围尝试，诺维克号、巴扬号、佩列斯韦特号、波尔塔瓦号、塞瓦斯托波尔号、帕拉达号、阿斯科利德号、狄安娜号等8艘主要舰艇率先抵达馒头山东南岸。11:00左右皇太子号、胜利号、列特维赞号也已经出港。面对倾巢出动的俄舰，日舰主力尚未抵达，此时在遇岩方向的日本大型军舰仅有八雲、千岁两艘。第一舰队司令出羽海军少将匆忙指挥立即能动用的若干舰艇赶往遇岩增援。第三战队各舰会合后，出羽先派出高砂、笠置前往帽岛方向增援日军驱逐舰，同时探察敌情；其后又加派千岁，以及隶属第六战队、刚到的千代田作为进一步的增强。18:15俄国的战列舰与巡洋舰战列以皇太子号为先导，出现在遇岩西北约8海里（15）处，诺维克号则带领着7、8艘驱逐舰行驶在主力纵队右侧。第三战队则占领了俄舰主力前方约5海里（9.3）的位置，其余陆续赶到的日舰也纷纷组成包围圈。双方主力持续接近，20时左右无心恋战的俄国舰队突然调头往北撤退。20:20东乡下令让驱逐舰发动突击，其他各队撤往警戒地点。
随着日军在陆地上的推进，日军的陆军重炮已经可以对港内俄舰造成严重的威胁。8月10日俄舰被迫再次尝试突围。当天出羽率领第三战队（八雲、笠置、高砂、千岁，欠淺間）从天刚亮时起就在老铁山南边15海里（28）处监视俄舰动向。他在收到扶桑的急电后立即率队出发，10:23向东寻找俄舰踪迹。不久出羽收到了更详细的电报，称俄舰正在往渤海湾方向挺进，于是又调转编队方向往西。正午时分第三战队赶到老铁山西北偏北方向，发现俄国舰队正在往东移动。此时附近还没有其他的日舰赶到，于是12:10出羽下令升起作战旗，准备单独迎战。12:20第六战队出现在东北方向，其后第一战队也从东边稍偏北方向赶到战场，并与俄舰交火。第三战队则乘机绕到俄国舰队尾部，对殿后的俄舰进行攻击。15:15东乡下令第三战队攻击俄国巡洋舰，出羽遂率队逼近射击，然而俄舰猛烈的火力将防护薄弱的第三战队逐退，迫使后者往南与第一战队会合。18:37俄军旗舰皇太子号司令塔受到日军大口径炮弹命中，司令威廉·维特捷夫特战死，俄舰陷入了混乱。第三战队在俄舰东南方进行了攻击。随着天色渐暗，俄舰大部退回旅顺港，而日舰则向东撤回泊地。
当晚日舰分散搜索四处逃散的俄舰。出羽一开始往东南边进行搜索。11日06:25，第三战队结束搜索返回北边的泊地，不久接到了第六战队追击阿斯科利德号的消息，出羽于是率队再次南下。当晚23时皇太子号进入胶州湾，12日上午又陆续有数艘俄舰抵达该地区。千岁稍后赶往胶州湾外海第三战队会合，一同进行监视以防港内俄舰逃脱。16日，日军人员在德方陪同下确认了港内各俄舰的确已经缴械，于是不再作要求而退去。
另一方面，诺维克号在黄海海战中与阿斯科利德号一同脱离战场，乘着夜色南下。途中诺维克号与阿斯科利德号失散，于是11日傍晚进入胶州湾加煤，12日天还没亮就离开当地，试图从日本东面绕过层层把守的日军舰艇，前往符拉迪沃斯托克（中文旧称海参崴）。军令部对此大为震动，立即催促舰队派出快速巡洋舰进行拦截。东乡于是电令千岁、对马两舰前往当地。千岁18日13:58赶到函馆，由于军令部长伊东祐亨再三催促，千岁当天匆忙进行补充煤水的作业，19日01时出发前往宗谷海峡，16时左右赶到目的地。20日16时，对马在科尔萨科夫锚地与正准备起航前往符拉迪沃斯托克的诺维克号遭遇，双方展开追逐并互相炮击，同时对马向千岁拍发电报“发现敌舰对其攻击”。战斗中诺维克号水线附近受到3发命中，海水灌入舵室，舵机及轮机损坏，被迫17:06调头企图退回科尔萨科夫；对马试图追击时左舷水线下受到一发命中，舰体发生倾斜，只能放弃追击并全力排水。千岁则代替对马继续搜索。21日凌晨，千岁发现了诺维克号在浅滩处搁浅，右舷倾斜，与科尔萨科夫距离尚远。千岁见状，06:25在距离8500米处进行炮击，见没有抵抗，更是大胆抵近至2500米炮击。进行一番破坏后，14时千岁与对马脱离战斗返回。
同年12月下旬，旅順會戰进入尾声，第一太平洋舰队（原太平洋舰队）已经全军覆没，而由齐诺维·罗杰斯特文斯基海军少将率领、从波罗的海舰队抽调舰艇而编成的救援舰队（第二太平洋舰队）正在进逼而来。联合舰队决定进行整修，以应对即将来临的决战。为此联合舰队重新进行整编，第三战队补充了损失的舰艇，依旧下辖4艘防护巡洋舰（旗舰笠置、千岁、音羽、新高），战队司令依然是出羽（此时已晋升为海军中将）。
1905年5月27日，俄国第二太平洋舰队在对马海峡遭遇联合舰队主力拦截。当天第三战队正在白濑西北方戒备，接获俄国舰队出现的警报后立即往目击地点驶去。10:42第三战队在神埼以南约15海里（28）发现俄国舰队踪迹，此后一直在俄国舰队左舷4—5海里（7—9）距离保持接触。11:40双方距离缩短至8000米，11:42俄舰向第三战队开火。俄舰炮击着弹点比较准确，有鉴于防护相对单薄的第三战队不是俄国战列舰的对手，出羽选择主动退避，将距离拉大到9000米，但依旧一路密切监视。13:20第一、第二战队从东北方向出现，第三战队也随之加速，绕到俄国舰队尾部，14:50距离俄国巡洋舰战队约7800米，笠置首先发起射击，其后双方纷纷开火。第三战队从俄国舰队后尾穿过，绕到了巡洋舰战队右侧，与第四战队一起形成交叉火力，迫使俄国巡洋舰战队以及辅助舰艇阵脚大乱。15:30奥列格号、阿芙乐尔号、迪米特里·顿斯柯伊号等为了救援战斗力最弱的辅助舰艇而向西回头，第三战队见势也立即转向，对巡洋舰战队紧咬不放。16:30以后，俄国战列舰战队受到日军主力舰压迫而改向，正好冲着第三、第四战队的方向过来。第三战队一时间陷入苦战，各舰多处中弹，只好先向东躲避，随后再跟在第一、第二战队后面前进。早前15:08旗舰笠置水线下煤舱受到攻击，开始进水，此时笠置的情况逐渐加剧，出羽于是下令音羽、新高临时跟随在第四战队后面，笠置、千岁两舰则脱离战斗。当时海面上风大浪急，换乘非常困难；而笠置的情况已经十分严重，单独航行恐怕有危险，千岁遂一路护卫着笠置前往附近的浅滩。16:20两舰脱离了战场，20:30到达油谷湾，出羽立即换乘至千岁重返战场。
28日04:00左右，千岁左舷舰艏方向突然发现一艘驱逐舰快速靠近。千岁为了确认其身份而左转，该驱逐舰当即左转调头急速脱离。实际上这正是俄国驱逐舰无暇号，27日晚掉队，正独自前往符拉迪沃斯托克。千岁逐渐靠近无暇号，04:20开始炮击。不久日本驱逐舰有明加入战团，很快日舰对无瑕号造成重创，使其开始下沉。05:27千岁停止炮击，并率领有明向郁陵岛驶去。无暇号全舰官兵无人幸存，其最终情况也不得而知。05:30出羽接到通报舰八重山发来的电报，称俄国舰队4艘战列舰、2艘巡洋舰正在竹岛附近向东北进发。出羽立即指挥这支小编队一路全速行驶，路上遇到的零星俄舰也全然不顾，直接奔向报告所在地。11:20到达竹岛西南20海里时出羽方才得知俄国舰队残存主力舰已经投降。此时第六战队正在追击俄舰伊祖姆鲁德号，出羽接到信息立刻赶往协助，14:00途中遇到秋津洲，得知俄舰已经远遁，遂与秋津洲一同返航，17:00与大队会合。
同年6月14日，日本方面重新调整编制，第三战队（千岁、笠置、新高、音羽）司令改为岛村速雄海军少将，划入上村彦之丞海军中将指挥的第二舰队。19日，第二舰队转为以竹敷要港部为基地，执行在对马海峡巡逻、掩护陆军在朝鲜的登陆等一系列行动。
同年9月5日，日俄两国签订《朴茨茅斯和約》，战争结束。同年10月20日，千岁抵达横滨，参加了凯旋阅舰式。

### 后期至结局
1907年（明治40年）2月28日，时任第二舰队司令长官伊集院五郎率领千岁以及日本最新式的战列巡洋舰筑波號戰列巡洋艦从横滨出发，前往美国漢普頓錨地参加美国殖民300周年纪念阅舰式，其后历访欧洲各国。同年12月27日，明治天皇登乘筑波，并检阅千岁。
1914年（大正3年），第一次世界大战爆发。千岁编入第二舰队第六战队（司令上村翁辅海军少将，下辖旗舰千歲、秋津洲、千代田），参加了青島戰役，主要负责海上封锁。此后千岁在墨西哥、南海一带进行巡逻。
1921年（大正10年）9月1日，日本海军将日俄战争时期的老舰改列入海防舰。千岁的分类据此改为二等海防舰。
1928年（昭和3年）4月1日，日本海军将千岁从海军中除籍，同时从舰艇等级类别表中除名。其后千岁改称为“第1号废弃舰（日語：廃艦第1号）”。
1929年（昭和4年）12月10日，有关方面批准了对旧军舰千岁的资材取用申请，取走部分木甲板、通风管等物资，用作海軍兵學校的设施修缮用。
1930年（昭和5年）1月14日，海军决定利用第1号废弃舰（原千岁）进行舰队射击训练。
1931年（昭和6年）7月19日，第一航空战队的舰载机队进行了实弹演习，将第1号废弃舰（原千岁）击沉于土佐湾。

## 历任舰长
下表系根据《日本海軍史》第9、10卷，以及《官報》进行整理。
返航委员长
- 樱井规矩之左右（日语：桜井規矩之左右） 海军大佐：1898年3月1日 - 1898年10月27日

艦長
- 樱井规矩之左右 海军大佐：1898年10月27日 - 1899年5月1日
- 細谷資氏 海军大佐：1899年10月13日 - 1900年5月20日
- 中尾雄 海军大佐：1900年5月20日 - 1901年3月13日
- 寺垣猪三 海军大佐：1901年3月13日 - 1903年1月12日
- 佐佐木广胜 海军大佐：1903年1月12日 - 7月7日
- 高木助一 海军大佐：1903年7月7日 - 1905年12月12日
- 小花三吾 海军大佐：1905年12月12日 - 1906年5月10日
- 山屋他人（日语：山屋他人） 海军大佐：1907年1月14日 - 12月27日
- 茶山丰也 海军大佐：1907年12月27日 - 1908年9月15日
- 山田猶之助 海军大佐：1908年9月15日 - 12月10日
- 高島万太郎 海军大佐：1908年12月10日 - 1909年12月1日
- 釜屋六郎 海军大佐：1909年12月1日 - 1910年10月26日
- 榊原忠三郎 海军大佐：1910年10月26日 - 1911年1月16日
- 水町元 海军大佐：1911年1月16日 - 6月12日
- （兼）岩村团次郎 海军大佐：1911年6月12日 - 8月1日
- 川浪安勝 海军大佐：1911年8月16日 - 1911年12月1日
- 山崎米三郎 海军大佐：1911年12月1日 - 1912年4月20日
- （兼）山口鋭 海军大佐：1912年4月20日 - 5月22日
- 荒西鏡次郎 海军大佐：1912年5月22日 - 1913年12月1日
- 中川繁丑 海军大佐：1913年12月1日 - 1914年1月24日
- 三輪修三 海军大佐：1914年1月24日 - 5月27日
- 本田親民 海军大佐：1914年5月27日 - 11月16日
- （暂代）土師勘四郎 海军中佐：1914年11月16日 - 12月1日
- 土師勘四郎 海军大佐：1914年12月1日 - 1916年5月11日
- 中村正奇 海军大佐：1916年5月11日 - 1917年7月16日
- 白根熊三 海军大佐：1917年11月9日 - 1918年7月11日
- 橋本虎六 海军大佐：1918年7月23日[77]- 1919年11月20日[78]
- 福村篤男 海军大佐：1919年11月20日[78]- 1920年2月13日[79]
- 平冈善之丞 海军大佐：1920年2月13日[79]- 11月20日
- 遠藤格 海军大佐：1920年11月20日 - 1921年12月1日
- 原道太 海军大佐：1921年12月1日[80]- 1922年11月10日[81]
- （心得）木冈英男 海军中佐：1922年11月10日[81]- 12月1日
- 木冈英男 海军大佐：1922年12月1日[82]- 1923年2月15日[83]
- 岩崎猛 海军大佐：1923年2月15日[83]- 1923年11月10日[84]
- （兼）益子六弥 海军大佐：1923年11月10日- 1924年3月25日
- （兼・暂代）三矢四郎 海军中佐：1924年3月25日[85]- 5月10日[86]
- （心得）今川真金 海军中佐：1924年5月10日[86]- 不詳
- 今川真金 海军大佐：不詳 - 1924年12月1日[87]
- （兼）今川真金 海军大佐：1924年12月1日[87]- 1925年1月15日[88]